# 雨果·克劳斯
雨果·莫里斯·朱利安·克劳斯（英語： [ˈɦyˑɣoˑ klɒˑu̯s]；1929年4月5日—2008年3月19日），比利时作家。克劳斯的贡献包括戏剧、长篇小说和诗歌，还涉足了绘画和电影导演领域。他主要以荷兰语写作，也写了少部分英语诗歌。
2008年，他因阿茲海默症选择以安乐死去世，引起了不小的争议，受到羅馬天主教和比利時阿茲海默症聯盟的批評。